# Yagra
Yagra is een geslacht van vlinders van de familie Castniidae, uit de onderfamilie Castniinae.

## Soorten
- Y. dalmannii (Gray, 1838)
- Y. fonscolombe (Godart, 1824)